# Calorguen
Calorguen (tiếng Breton: Kerorgen, Gallo: Calorgen) là một xã của tỉnh Côtes-d’Armor, thuộc vùng Bretagne, tây bắc Pháp.

## Dân số
Người dân ở Calorguen được gọi là Calorguennais.